# 杰克·拉兰内

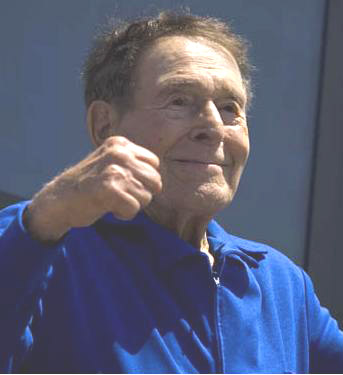
杰克.拉兰内（2007年）

杰克·拉兰内（英語：Jack LaLanne，1914年9月26日—2011年1月23日）美国健身大师，他是最早强调经常锻炼和健康饮食的健身专家之一。

## 生平
生于旧金山的拉兰内说，他年轻时期太多时间贪图舒适，好吃油腻甜食，后来决定改变自己的人生。他说自己发现了吃生的水果蔬菜和经常锻炼身体的好处。
拉兰内在1936年开办自己的首家健康会所。他还设计自己品牌的健身器材，推广自己写的书、录像和榨汁机。拉兰内的电视节目总是伴随着活泼的管风琴音乐和他的爱犬，在1950年代是数以百万计的美国人早晨必看的节目。拉兰内的著名表演还包括在将身体拴在拖船后面，在冰冷的海水中游泳。2011年1月23日，因肺炎引发的呼吸衰竭去世，享年96岁。他每天都坚持锻炼，直至去世。